# Choc de demande
Un choc de demande est, en macroéconomie, une diminution ou une augmentation brutale de la demande pour les biens et services. 

## Concept
Une représentation graphique de l'offre et de la demande permet de montrer formellement l'effet d'un choc de demande. Un choc négatif de demande fait déplacer la courbe de demande vers la gauche. Un choc de demande positif fait augmenter la demande et la fait déplacer vers la droite. 
Un choc de demande positif augmente la production, l'inflation et l'emploi à court terme, mais ne les affecte pas à long terme. Un choc de demande exogène est un changement d'une variable exogène, ce qui affecte la demande agrégée.

## Effets

### À court terme
À court terme, un choc de demande positif, qui déplace la courbe de demande vers la droite, augmente la production (le PIB réel) et le niveau des prix. Un choc de demande négatif, qui déplace la courbe de demande vers la gauche, diminue la production (le PIB réel) et le niveau des prix. Par exemple, la Grande Dépression a pu être causée par un choc demande négatif. 

### À long terme
À long terme, un choc de demande positif n'affecte théoriquement pas l'économie. Si un choc de demande déplace l'économie du plein emploi, les changements du niveau du salaire et du niveau des prix fait que l'économie se corrige d'elle-même et revient vers le plein emploi.
Certains auteurs soutiennent toutefois que les chocs de demande peuvent, par un effet d'hystérèse, provoque une chute prolongée de la croissance potentielle. Dans cette logique, un choc de demande doit être contrecarré dès son incidence afin d'écarter tout risque de dépression de la demande à long terme menant à une chute de la capacité d'offre.

## Réponses
Plusieurs études tendent à montrer que des chocs de demande peuvent avoir, au niveau agrégé, des effets négatifs de long terme s'ils ne sont pas contrecarrés par des politiques de soutien budgétaire.